# Emmelina
Emmelina ist eine weltweit verbreitete Gattung aus der Familie der Federmotten (Pterophoridae). 

## Merkmale
Die Falter sind blass rostbraun gefärbt und erreichen in Europa eine Flügelspannweite von 18 bis 27 Millimetern. Die Vorderflügel sind bis zu einem Drittel gespalten. Die Palpen sind klein und aufgestellt, das zweite und dritte Abdominalsegment ist gestreckt. Beim proximalen Spornpaar ist der seitlich abstehende Sporn nur halb so lang, wie der nachfolgende. Die Adern R2 und R3 der Vorderflügel sind verschmolzen, M3 und Cu1 sind gestielt.

## Verbreitung
Die Vertreter der Gattung Emmelina sind weltweit verbreitet (siehe Systematik).

## Lebensweise
Die Larven von Emmelina monodactyla leben polyphag an verschiedenen krautigen Pflanzen, wobei Arten aus den Gattungen der Winden (Convolvulus) und Zaunwinden (Calystegia) bevorzugt werden.

## Systematik
Von den sechs bisher bekannten Arten sind in Europa zwei vertreten: Emmelina argoteles und Emmelina monodactyla. Letztere ist auch in Mitteleuropa anzutreffen und stellt die Typusart der Gattung Emmelina dar, die von Linné 1758 ursprünglich als Phalaena Alucita monodactyla bezeichnet wurde.
- Emmelina amseli (Bigot, 1969) Kongo, Tansania, Kenia
- Emmelina argoteles (Meyrick, 1922) Frankreich, Spanien, Deutschland, Schweiz, Italien, Korsika, Slowakei, Österreich, Ungarn, Bulgarien, Russland, Georgien, Japan, China, Indien
- Emmelina bigoti Gibeaux, 1990 Kenia
- Emmelina buscki Barnes & Lindsay, 1921 Vereinigte Staaten, Mexiko, Costa Rica, Jamaika
- Emmelina lochmaius (Bigot, 1974) Gabun
- Emmelina monodactyla (Linnaeus, 1758) Paläarktis, Neotropis